# Marcy (Nièvre)
Marcy is een gemeente in het Franse departement Nièvre (regio Bourgogne-Franche-Comté) en telt 162 inwoners (2009). De plaats maakt deel uit van het arrondissement Clamecy.

## Geografie
De oppervlakte van Marcy bedraagt 13,8 km², de bevolkingsdichtheid is 11,3 inwoners per km².
De onderstaande kaart toont de ligging van Marcy (Nièvre) met de belangrijkste infrastructuur en aangrenzende gemeenten.

## Demografie
Onderstaande figuur toont het verloop van het inwonertal (bron: INSEE-tellingen).